# Suster Bertken
Berta Jacobsdochter, bekend als Suster Bertken (Utrecht, 1426 of 1427 – aldaar, 25 juni 1514), was een Nederlandse kluizenares en dichteres.
Zij zat 57 jaar lang ingekluisd in de Utrechtse Buurkerk (1457-1514). In deze jaren schreef ze verschillende werken, waaronder een passieboekje en een achttal religieuze liederen. Deze verschenen na haar dood in druk.

## Levensloop
Suster Bertken was de buitenechtelijke dochter van Jacob van Lichtenberg, proost van het kapittel van de Pieterskerk te Utrecht. Ze werd waarschijnlijk een non in het Regulierenklooster. Na het overlijden van haar biologische vader in 1449 belegde Bertken dertig Rijnguldens in een lijfrente. Dat bedrag is ongeveer gelijk aan een volledig jaarsalaris van een ongeschoolde arbeider destijds. Met de opbrengst lijkt Suster Bertken tot het boekjaar 1457-1458 de bouw van de kluis te hebben bekostigd, waarna de lijfrente is overgaan op een andere persoon.
De schuld die ze naar de normen van haar tijd droeg vanwege haar geboorte, boette ze uit door een extreme vorm van wereldverzaking. In 1457 liet ze in de Utrechtse Buurkerk op eigen kosten een cel bouwen die zo'n 4 tot 16 m² groot was. Ze liet zich vervolgens daar insluiten als kluizenares en ze verbleef er 57 jaar lang tot haar dood op 87-jarige leeftijd, waarna ze in haar cel werd begraven.
In haar kluis wendde ze zich af van alle aardse beslommeringen en richtte ze zich volledig op God. Ze wees elke vorm van welbehagen af, verbleef blootsvoets in haar onverwarmde cel, droeg slechts een grof haren kleed en at zeer eenvoudige maaltijden zonder vlees of zuivelproducten. Het grootste gedeelte van haar tijd bracht ze door met bidden en mediteren. Ze kon vanuit haar kluis alle vieringen volgen, want ze had goed zicht op het hoofdaltaar. 's Middags praatte ze met voorbijgangers die haar bezochten om raad te vragen of een luisterend oor te vinden. Verder hield ze zich bezig met spinnen, weven en schrijven.

## Werk

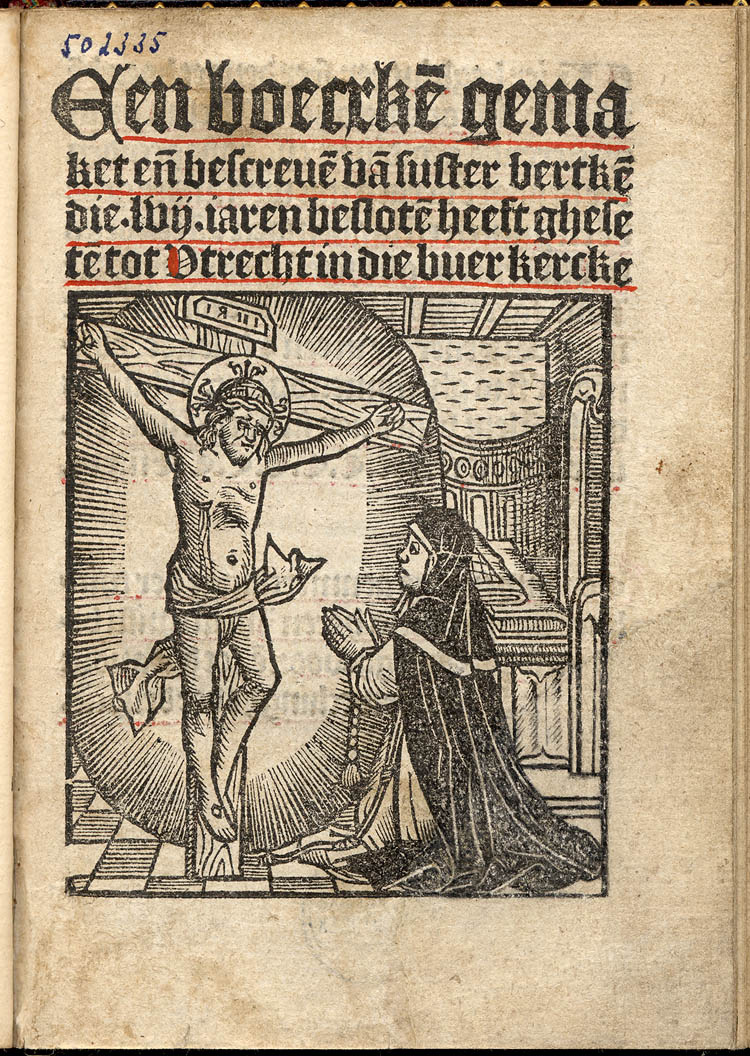
Een boecxken gemaket ende bescreven van suster bertken die.lvij.iaren besloten heeft gheseten tot Utrecht in die buerkercke, 1516

Er zijn twee boekjes van haar hand bewaard gebleven, beide van religieuze aard. Het ene, Het boecxken van dye passie, bevat overwegingen in proza over het lijden van Christus. Het andere, Suster Bertkens boeck tractierende van desen puncten, bevat een aantal gebeden, een traktaat over de kerstnacht, een dialoog tussen de gelovige ziel en haar bruidegom Christus en ten slotte acht liederen. Het zijn deze liederen die Suster Bertken een plaatsje hebben bezorgd in de Nederlandse literatuurgeschiedenis. Ze geven uiting aan haar zoektocht naar God en het gevoel van eenheid met Hem dat ze uiteindelijk ervoer tijdens haar mystieke ervaringen.
Suster Bertkens werk valt binnen de traditie van de Moderne Devotie, een door Geert Grote geïnitieerde religieuze beweging, waarin de nadruk lag op vroomheid en praktische geloofsbeleving. Centraal stond het navolgen van Jezus, waarbij vooral veel aandacht was voor zijn lijden en kruisdood. 
Ic was in mijn hoofkijn om cruyt gegaen
Een lyedeken
Ic was in mijn hoofkijn om cruyt gegaen;
Ic en vanter niet dan distel ende doorn staen.
Den distel ende den doorn die werp ick wt:
Ic soude gaerne planten ander cruyt.
Nu heb ic een gevonden dye gaerden can;
Hi wil die sorge gaerne nemen an.
Een boom was hooch gewassen in corter tijt;
Den cond ic wter aerden gebrengen nyet.
Dat hinder vanden bome mercte hi wael:
Hi toochen wter aerden aerden altemael.
Nu moet ic hem wesen onderdaen,
Oft hi en wil dat gaerden niet bestaen.
Mijn hoofken moet ic wien tot alre tijt;
Nochtans en can icks claer gehouden niet.
Hier in so moet ic zayen lelyen saet;
Dit moet ic vroech beginnen inder dageraet.
Als hi daer op laet dauwen, die minre mijn,
So sel dit saeyken schier becleven sijn.
Die lelien siet hi gaerne, die minre mijn,
Als si te rechte bloyen ende suver sijn.
Als die rode rosen daer onder staen,
So laet hi sinen sueten dau daer over gaen.
Als hi daer op laet schynen der sonnen schijn,
So verbliden alle die crachten der sielen mijn.
Jhesus is sijn name, die minre mijn;
Ic wil hem eewelic dienen ende sijn eygen sijn.
Sijn min heeft mi gegeven so hogen moet,
Dat ic niet meer en achte dit eertsche goet

## Nagedachtenis
In 1957-1958 werd er bij de Maartensbrug (Vismarkt, Utrecht) een lantaarnconsole geplaatst die het moment van de inkluizing van Suster Bertken verbeeldt. De console is vervaardigd door de Utrechtse beeldhouwer Kees Groeneveld.

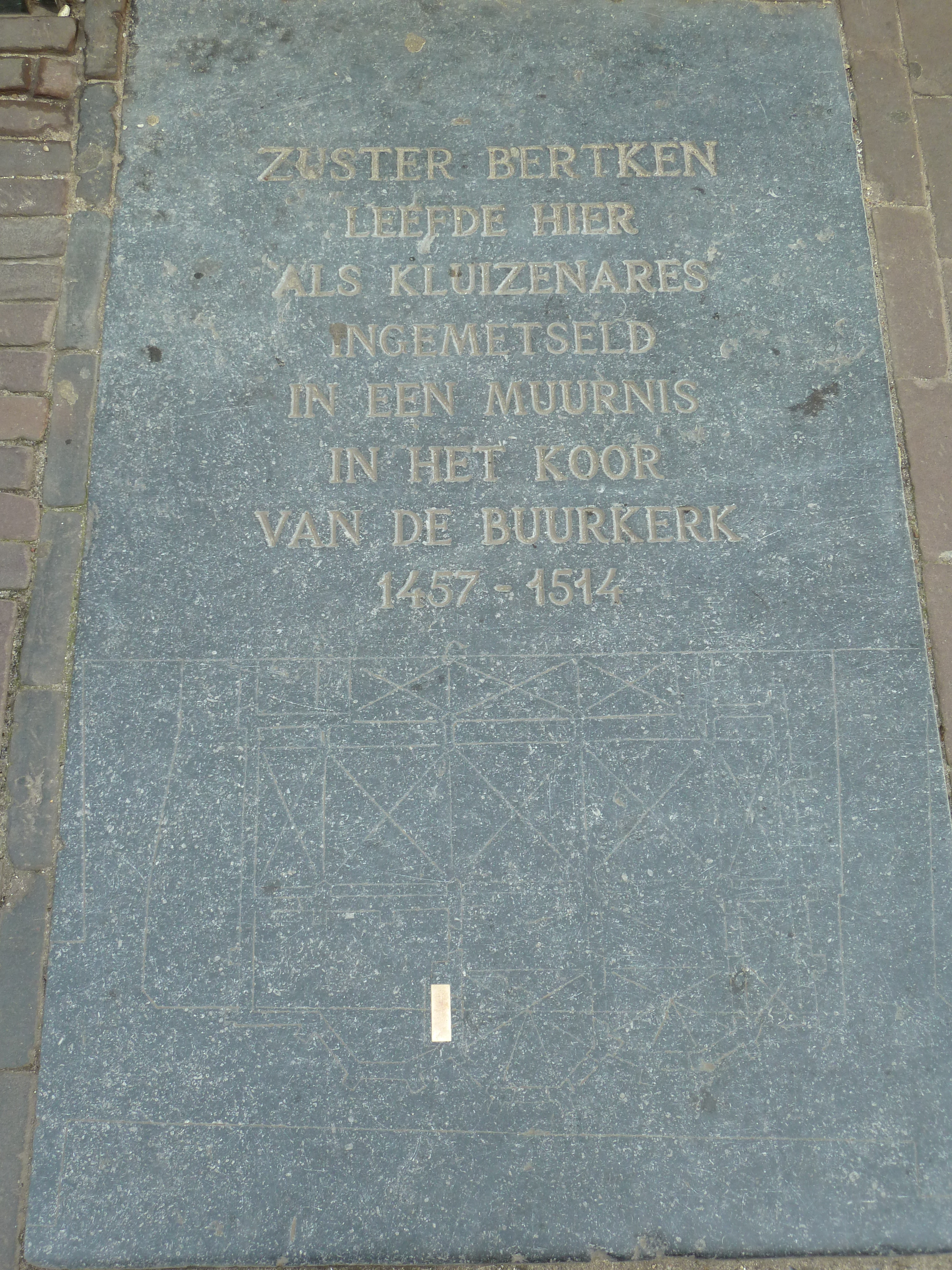
Gedenksteen voor Suster Bertken in de Choorstraat in Utrecht.

Op 4 september 1990 werd er een gedenksteen voor Suster Bertken aangebracht in de bestrating van de Utrechtse Choorstraat. Deze ligt ongeveer op de plek van het voormalige Kruiskoor van de Buurkerk. De tekst op de steen vermeldt: "Zuster Bertken leefde hier als kluizenares ingemetseld in een muurnis in het koor van de Buurkerk 1457-1514". Daaronder toont een plattegrond van het verdwenen koor de plek van de kluis in de kerk.
In 2004 liet het Utrechts Klokkenluiders Gilde bij haar 25-jarige bestaan een nieuwe klok vervaardigen voor in de Buurtoren. Deze werd Suster Bertken toegewijd.

## Doorwerking in hedendaagse cultuur
- In 2010 ging de opera Suster Bertken in première in het Concertgebouw, met sopraan Katrien Baerts in de titelrol. De opera, gecomponeerd en geschreven door Robert Zuidam, maakt gebruik van oorspronkelijke teksten uit de geschriften van Suster Bertken.
- In 2020 werd er een online escape room ontwikkeld over het leven van Suster Bertken, genaamd Expeditie Bertken. Dit spel speelt zich af in een kluis in de Jacobikerk in Utrecht.[5]

## Uitgave
- Mi quam een schoon geluit in mijn oren. Het werk van Suster Bertken. Opnieuw uitgegeven en toegelicht door José van Aelst, Fons van Buuren en Annemeike Tan (Hilversum, Uitgeverij Verloren, 2007), ISBN 978-90-6550-966-6. (Verzameld werk met uitgebreide toelichting)